# Pantelimon (Ilfov)
Pantelimon es una ciudad con estatus de oraș de Rumania ubicada en el distrito de Ilfov.
Según el censo de 2011, tiene 25 596 habitantes, mientras que en el censo de 2002 tenía 16 019 habitantes. La mayoría de la población es de etnia rumana (85,06 %), con una minoría de gitanos (5,02 %).
La mayoría de los habitantes son cristianos de la Iglesia Ortodoxa Rumana (88,54 %).
Comparte origen histórico con el vecino barrio de Pantelimon (Bucarest). En el siglo XVII se fundó aquí un pueblo bajo el nombre de Obilești, más tarde llamado Florești. El príncipe Grigore II Ghica construyó aquí un monasterio, donde en 1750 llegó procedente de Grecia el brazo derecho de San Pantaleón, de quien más tarde tomaría su nombre el pueblo. En 1901, Pantelimon era sede de la comuna rural "Pantelimonul-Dobroești", que abarcaba los pueblos de Pantelimon, Aleși-Pasărea, Dobroești (actualmente una de las comunas de Ilfov) y Mărcuța (actualmente parte del barrio de Pantelimon en la capital). En 1950 todo Pantelimon fue incluido en el territorio de la capital nacional Bucarest, hasta que en 1968 el territorio de la actual ciudad se separó como comuna suburbana y el resto quedó como barrio de Bucarest. Entre 1981 y 1997 se reintegró en Bucarest como barrio. En 2005 adquirió estatus urbano.
Se ubica en la periferia nororiental de la capital nacional Bucarest, en la salida de la capital por la carretera 3 que lleva a Silistra.